# Adam Hloušek
Adam Hloušek (Turnov, 20 dicembre 1988) è un calciatore ceco, difensore svincolato.

## Caratteristiche tecniche
Hloušek è un calciatore estremamente versatile sul lato sinistro, e molti in Repubblica Ceca, ritengono che sia uno dei calciatori più talentuosi di sempre. Hloušek si vede come un attaccante ma spesso ha giocato nel ruolo di ala difensiva. È tecnicamente molto buono, ma la sua caratteristica principale è la velocità: infatti riesce a fare i 100 metri in meno di 11 secondi, sfruttando questa sua caratteristica in modo devastante: Hloušek non si sofferma sul dribbling ma preferisce saltare l'avversario in velocità. È anche un buon attaccante e si sta allenando sui calci piazzato con lo Slavia.

## Carriera

### Club

#### Jablonec e Slavia Praga
Dopo i tre anni passati a Jablonec con il Baumit arriva nel 2009 allo Slavia Praga. Prima di passare allo Slavia aveva fatto un provino col Portsmouth. Quando è arrivato a Praga si adattato molto bene alla vita nella capitale e all'inizio di questa stagione è avvenuto il suo debutto internazionale. Debutta in Champions League il 29 luglio 2009 in Sheriff Tiraspol-Slavia Praga 0-0. Dopo aver realizzato 5 reti in 15 partite comincia la sua stagione 2010-2011 nelle file dei biancorossi. Gioca solo 4 incontri prima di essere ceduto in prestito a gennaio 2011, al Kaiserslautern, squadra tedesca militante in Bundesliga.

#### Kaiserslautern
Hloušek esordisce con la nuova maglia il 12 febbraio 2011 gioca uno spezzone dell'incontro Kaiserslautern-Borussia Dortmund 1-1.

### Nazionale
Dopo aver giocato diversi incontri nell'Under-18 il 31 ottobre 2006 esordisce nell'Under-19 in Repubblica Ceca-Galles 5-0.
Esordisce nell'Under-21 il 9 giugno 2009 in San Marino-Repubblica Ceca 0-8 giocando l'incontro per 77 minuti. A settembre gioca da titolare gli incontri vincenti contro Irlanda del Nord 2-0 e Germania 2-1.
Esordisce in nazionale maggiore il 14 ottobre 2009 in Repubblica Ceca-Irlanda del Nord 0-0 sostituendo Tomáš Necid al 59', gara valevole per le qualificazioni ai mondiali 2010 in Sudafrica.

## Palmarès

### Club
- Coppa di Polonia: 2

Legia Varsavia: 2015-2016, 2017-2018
- Campionato polacco: 3

Legia Varsavia: 2015-2016, 2016-2017, 2017-2018

### Individuale
- Talento ceco dell'anno: 1

2009